# Commission exécutive (1871)
Pour les articles homonymes, voir Commission exécutive.
La Commission exécutive était formée pendant la Commune de Paris de 1871 de quelques membres du Conseil de la Commune. Elle doit appliquer les décrets du Conseil de la Commune et des neuf autres commissions issues de ce Conseil.
Elle est formée le 29 mars, au lancement du Conseil. Elle est reformée le 20 avril, et est alors composée des délégués de chaque commission. La Commission exécutive disparait le 1er mai avec la création du Comité de salut public.

## Composition
Le 29 mars 1871, elle comprend : Jules Bergeret, Émile Duval, Émile Eudes, Gustave Lefrançais, Félix Pyat, Gustave Tridon et Édouard Vaillant.
Le 20 avril, sur proposition de Charles Delescluze une nouvelle commission est désignée. Ses membres se réunissent chaque jour et prennent les décisions à la majorité des voix. Chaque jour, la commission rend compte de son activité au Conseil de la Commune. En font alors partie : Jules Andrieu pour la commission des Services publics, Gustave Paul Cluseret pour celle de la Guerre, Léo Frankel pour celle du Travail et de l'Échange, Paschal Grousset pour celle des Relations extérieures, François Jourde pour celle des Finances, Eugène Protot pour celle de la Justice, Raoul Rigault pour celle de la Sûreté générale, Édouard Vaillant pour celle de l'Enseignement et Auguste Viard pour celle des Subsistances.
Au 21 avril 1871, la composition des différentes commissions est la suivante.
| Commissions                           | Membres initiaux                                                                                            | Délégués initiaux | Réaffectations,                                                                                   |
| Commission de la Guerre               | Charles Delescluze, Gustave Tridon, Augustin Avrial, Georges Arnold, Gabriel Ranvier                        | Gustave Cluseret  | Louis Rossel (01/05/1871), Alfred-Édouard Billioray (08/05/1871), Charles Delescluze (10/05/1871) |
| Commission des Finances               | Charles Beslay, Alfred-Édouard Billioray, Victor Clément, Gustave Lefrançais, Félix Pyat                    | François Jourde   |                                                                                                   |
| Commission de la Sûreté générale      | Frédéric Cournet, Auguste Vermorel, Théophile Ferré, Alexis Louis Trinquet, Clovis Dupont                   | Raoul Rigault     |                                                                                                   |
| Commission de l'Enseignement          | Gustave Courbet, Augustin Verdure, Jules Miot, Jules Vallès, Jean Baptiste Clément                          | Édouard Vaillant  |                                                                                                   |
| Commission des Subsistances           | Eugène Varlin, François-Louis Parisel, Victor Clément, Arthur Arnould, Henry Louis Champy                   | Auguste Viard     |                                                                                                   |
| Commission de la Justice              | Charles Ferdinand Gambon, Louis-Simon Dereure, Adolphe Clémence, Camille Langevin, Jacques Louis Durand     | Eugène Protot     |                                                                                                   |
| Commission du Travail et de l'Échange | Albert Theisz, Benoît Malon, Auguste Serraillier, Charles Longuet, Louis-Denis Chalain                      | Léo Frankel       |                                                                                                   |
| Commission des Relations extérieures  | Léo Melliet, Charles Gérardin, Charles Amouroux, Jules-Paul Johannard, Jules Vallès                         | Paschal Grousset  | Louis Rossel (10 mai 1871)                                                                        |
| Commission des Services publics       | François-Charles Ostyn, Pierre Vésinier, Paul Philémon Rastoul, Armand Antoine Jules Arnaud, Eugène Pottier | Jules Andrieu     |                                                                                                   |